# Friedrich Rittelmeyer
Friedrich Rittelmeyer (Dillingen an der Donau, 5 ottobre 1872 – Amburgo, 23 marzo 1938) è stato un teologo tedesco.

## Biografia
Crebbe a Schweinfurt – suo padre era pastore luterano – e  fin da piccolo si accrebbe in lui la vocazione all'apostolato religioso. A partire dal 1890 Rittelmeyer studiò filosofia e teologia protestante a Erlangen e Berlino. Tra i suoi insegnanti vi furono Adolf von Harnack e Julius Kaftan, successivamente Oswald Külpe, in ambito filosofico, il quale gli assegnò una tesi di laurea su Friedrich Nietzsche.
Fece dei viaggi di studio per incontrarsi con alcuni dei più rinomati teologi del suo tempo e con esponenti della comunità dei Fratelli Moravi (o Moraviani). Dal 1895 al 1902 si impegnò nella pastorale presso la chiesa Stadtvikar di Würzburg, e nel 1903 fu predicatore dell'Heilig-Geist-Kirche a Norimberga, stessa chiesa in cui avrebbe poi convolato a nozze con Julie Kerler,  il 5 aprile 1904.
Rittelmeyer fu per anni accanto a Christian Geyer (1862-1929), il capo predicatore della Sebalduskirche, col quale elaborò due ampi volumi di prediche.
Nel 1916 Rittelmeyer fu inviato alla Neue Kirche di Berlino, continuandovi la sua missione di predicazione. In un primo momento fu intrappolato dall'entusiasmo nazionalista, ma successivamente vi si oppose senza indugio negli anni della prima guerra mondiale e allora, assieme ad altri quattro teologi berlinesi, pose la sua firma a un proclama di pace in occasione del Giorno della Riforma (ottobre 1917).
Uno dei migliori docenti della scuola di Norimberga, Michael Bauer nel 1910 favorì il primo incontro tra Rittelmeyer e Rudolf Steiner, fondatore dell'Antroposofia, nel quale Rittemeyer riconobbe la propria guida spirituale e intraprese, a partire dai primi anni '20 e per il prosieguo della sua vita, una nuova strada di apostolato: nella nuova Comunità dei Cristiani, che ha fondato nel 1922 e di cui è stato il primo rettore dal 1925 al 1938 .
Come Rudolf Steiner, Rittelmeyer fece parte della Massoneria.